# Eumops maurus
Eumops maurus é uma espécie de morcego da família Molossidae. Pode ser encontrada na Venezuela, Guiana e Suriname.